# ريزون (بيلا)
ريزون (Ριζόν) هي مدينة في بيلا في مقاطعة فوريا إلادا في اليونان.